# Bactrocera nigrovittata
Bactrocera nigrovittata är en tvåvingeart som beskrevs av Drew 1989. Bactrocera nigrovittata ingår i släktet Bactrocera och familjen borrflugor. Inga underarter finns listade.